# Katalog Głównych Galaktyk
Katalog Głównych Galaktyk (ang. Principal Galaxies Catalogue, The Catalogue of Principal Galaxies, PGC) – katalog astronomiczny najjaśniejszych galaktyk opublikowany w 1989 roku. Zestawili go astronomowie z francuskich obserwatoriów astronomicznych: G. Paturel, P. Fouque, L. Bottinelli i L. Gouguenheim. Pierwsze wydanie zawierało 73 197 obiektów. Obiekty katalogu są oznaczone jako PGC + numer katalogowy.
Kolejne odkrywane galaktyki po roku 1989 otrzymywały swój numer PGC. Obecnie katalog ten zawiera już ponad milion galaktyk.